# DSA-281
La DSA-281 es una carretera perteneciente a la Red Secundaria de la Diputación Provincial de Salamanca que une las localidades de Béjar y Aldeacipreste.
También pasa por la localidad de Valbuena.

## Origen y Destino
La carretera  DSA-281  tiene su origen en Béjar en la intersección con la carretera  DSA-193 , y termina en Aldeacipreste, formando parte de la Red de carreteras de Salamanca.